# Konrád
Konrád est un prénom hongrois masculin.

## Étymologie
- Konrad

## Personnalités portant ce prénom
- Konrád Burchard-Bélaváry, un militaire d'origine hongroise.
- Konrád Burchard-Bélaváry  (1837-1916) un économiste et industriel hongrois.
- Pour l'ensemble des articles sur les personnes portant ce prénom, consulter :
  - la liste des articles dont le titre commence par ce prénom
  - les listes produites par Wikidata : Liste des personnes de prénom « Konrád » — même liste en incluant les éventuels prénoms composés qui contiennent « Konrád ».